# Agustín Pichot
Pour les articles homonymes, voir Pichot.

a Compétitions nationales et continentales officielles uniquement.

b Matchs officiels uniquement.
Dernière mise à jour le 1er janvier 2010.
Agustín Pichot, né le 22 août 1974 à Buenos Aires, est un joueur de rugby à XV international argentin. Il est surnommé le « Petit Napoléon » ou « général Pichot » par ses coéquipiers en référence à ses origines françaises. Il évolue au poste de demi de mêlée (1,75 m pour 77 kg), avant de prendre sa retraite de joueur.
De 2016 à 2020, il est vice-président de World Rugby, la fédération internationale de rugby à XV et à sept.

## Carrière
Son grand-père Horacio est un joueur des Obras Sanitarias, devenu par la suite arbitre. Comme le club n'a pas de section de jeunes, ses deux garçons puis ses petits-fils jouent au Club Atlético San Isidro. Avec San Isidro, Agustín Pichot débute en première équipe en 1992 et gagne son premier titre, le championnat national, le Nacional de Clubes, en 1995.
Pichot honore sa première cape internationale en équipe d'Argentine à 19 ans le 30 avril 1995 contre l'équipe d'Australie et il inscrit un essai lors de son premier match. Il est retenu pour la Coupe du monde de rugby à XV 1995 en Afrique du Sud mais il reste sur le banc les trois matchs, le titulaire étant Rodrigo Crexell. En octobre 1995, il dispute trois matchs comme titulaire du poste de demi de mêlée avec l'Argentine dans le cadre de la première édition de la Coupe Latine de rugby à XV disputée en Argentine pour deux victoires 51 à 16 et 26 à 6 contre la Roumanie et l'Italie et une défaite 12 à 47 contre la France. En juin 1996, il joue deux nouvelles rencontres contre la France.
En 1999, il dispute sa deuxième Coupe du monde et atteint les quarts de finale. Il participe également à la suivante en 2003.
En 2005, il participe avec le Stade français à la finale de Coupe d'Europe face au Stade toulousain au Murrayfield Stadium à Édimbourg. Il est titularisé à la charnière avec David Skrela puis remplacé par Jérôme Fillol à la 75e minute. À l'issue du temps réglementaire, les deux équipes sont à égalité, 12 à 12, mais les toulousains parviennent à s'imposer 12 à 18 à l'issue des prolongations.
Il est capitaine de l'équipe d'Argentine qui réalise l'exploit de se classer troisième lors de la Coupe du monde de rugby à XV 2007.
Il revient au Stade français Paris en tant que joker médical en mars 2009 puis il met définitivement un terme à sa carrière à la fin de la saison. En mars 2009, il est sélectionné avec le XV du président, sélection de joueurs étrangers évoluant en France coachée par Vern Cotter, pour jouer un match amical contre les Barbarians français au Stade Ernest-Wallon à Toulouse. Le XV du président l'emporte 33 à 26.
En 2011, il intègre le Hall of Fame international, temple qui honore les personnes et institutions qui ont contribué au rugby à XV.

### En club

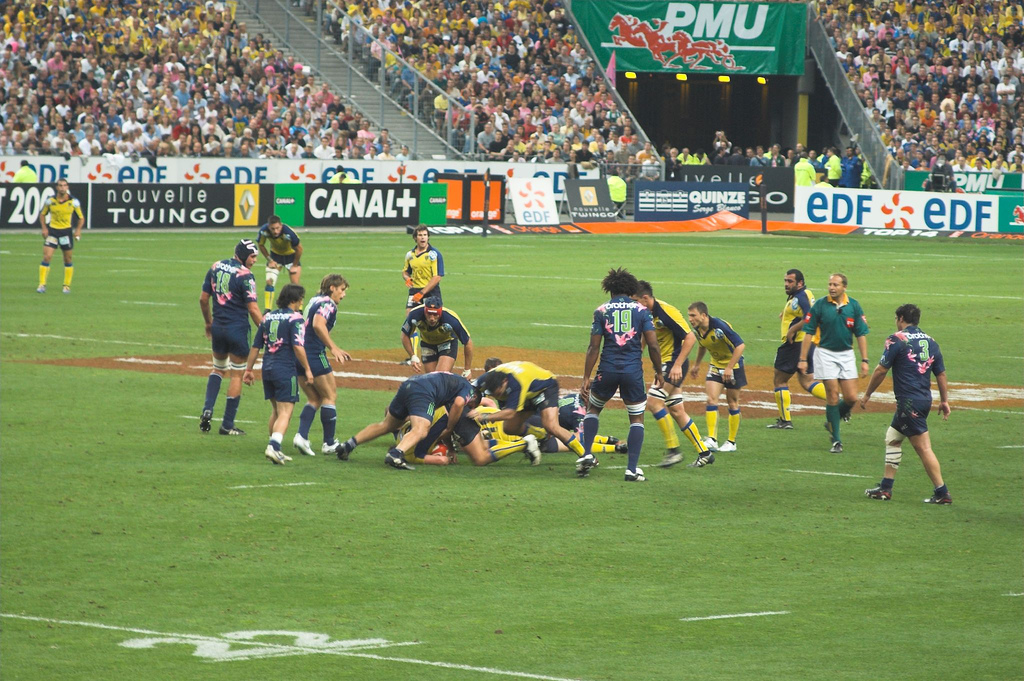
Finale du Top 14 2007: ASM Clermont en jaune et Stade français Paris en bleu

- 1992-1997 : Club Atlético San Isidro  Argentine
- 1997-1999 : Richmond Football Club  Angleterre
- 1999-2003 : Bristol Rugby  Angleterre
- 2003-2007 : Stade français Paris  France
- 2007-2008 : Racing Métro 92  France
- 2008-2009 : Stade français Paris  France

## Carrière de dirigeant
Après sa carrière, il devient membre de la Fédération argentine de rugby à XV dès 2009. Il œuvre notamment pour l'entrée de l'Argentine dans le Tri-Nations en 2012, et d'une franchise argentine dans le Super Rugby en 2016.
Le 28 octobre 2015, il est élu au comité exécutif de World Rugby à la suite de la démission de Peter Boyle. Le 11 mai 2016, il est élu vice-présent de World Rugby lors de l'élection du président Bill Beaumont. Il est désigné comme la personnalité la plus influente du rugby mondial par le magazine Rugby World en août 2016, puis de nouveau en août 2018.
En avril 2020, il déclare sa candidature pour la présidence de World Rugby face à Bill Beaumont. Lors du scrutin qui a lieu le mois suivant, il s'incline face au président sortant, en recueillant 23 voix contre 28 pour l'Anglais. Quelques jours plus tard, il confirme qu'il abandonne toutes ses fonctions officielles : représentant de la fédération argentine au comité exécutif de World Rugby, membre du conseil d'administration de Rugby World Cup et président de l'Americas Rugby Championship.

## Palmarès

### En club
- Championnat d'Argentine de rugby à XV : 
  - Vainqueur (1) : 1995
- Championnat de France de rugby à XV :
  - Vainqueur (2) : 2004 et 2007
  - Finaliste (1) : 2005
- coupe d'Europe :
  - Finaliste (1) : 2005
- Championnat d'Angleterre de rugby à XV : 
  - Finaliste (1) : 2002
- Coupe d'Angleterre de rugby à XV : 
  - Finaliste (1) : 2001

### En équipe nationale
Agustín Pichot compte 71 sélections avec l'équipe d'Argentine, dont 69 titularisations, entre le 30 avril 1995 où il dispute son premier test face à l'Australie et le 19 octobre 2007 contre la France. Il inscrit 60 points, douze essais. Son bilan est de 34 victoires, 36 défaites et un nul. Il est capitaine de sa sélection à 30 reprises, inscrivant un essai. Sous sa direction, l'Argentine remporte dix-huit victoires et concède douze défaites.
Il participe à quatre éditions de la coupe du monde, disputant un total de quatorze rencontres et inscrivant dix points, deux essais. Lors de sa première participation, en 1995, il ne dispute aucune rencontre. En 1999, il joue contre le pays de Galles, les Samoa, le Japon, l'Irlande et la France et inscrit deux essais, face aux Japonais et aux Français. Quatre ans plus, lors de l'édition de 2003, il joue contre l'Australie, la Roumanie et l'Irlande. En 2007, où l'Argentine termine troisième, il joue contre la France, Namibie, l'Irlande, l'Écosse, l'Afrique du Sud et de nouveau la France.
Il dispute sept rencontres avec les Barbarians, face à Cardiff, l'Écosse et le pays de Galles en 1996, aux Leicester Tigers en 1999, à l'Irlande et l'Afrique du Sud en 2000 et l'Angleterre en 2002.

## Divers
En 2003, il crée une fondation pour les Indiens de la province de Buenos Aires.